# Карам Габер
Карам Ибрахим Габер (арап. كرم إبراهيم جابر; Александрија, 1. септембар 1979) египатски је рвач грчко-римским стилом. На ЛОИ 2004. је освојио златну, а 2012. сребрну медаљу. У августу 2015. године је суспендован на две године због резултата на допинг тесту.